# Empty Space (álbum)
Empty Space es el trigesimosegundo álbum de estudio del guitarrista estadounidense Buckethead, 
publicado el 14 de julio de 2011 por el sello discográfico Hatboxghost Music. 
El álbum es el segundo de la serie Buckethead Pikes Series.

## Lista de canciones
| N.º | Título                | Duración |  |
| 1.  | «Comb and Wattles»    | 3:19     |  |
| 2.  | «Wormers»             | 3:22     |  |
| 3.  | «Empty Space»         | 4:21     |  |
| 4.  | «Dummy Egg»           | 2:56     |  |
| 5.  | «Pullets»             | 4:41     |  |
| 6.  | «Perched»             | 3:19     |  |
| 7.  | «Hatched»             | 3:22     |  |
| 8.  | «Portable Pen»        | 2:22     |  |
| 9.  | «Leghorn»             | 3:02     |  |
| 10. | «Scrape the Dirt Off» | 1:12     |  |

## Créditos
- Buckethead - guitarra, productor.
- Dan Monti - bajo, remezclas y productor.
- Frankenseuss - ilustraciones.
- Brewer - programación y remezclas.

## Fechas de lanzamiento
| País  | Fecha               | Formato          |
| ----- | ------------------- | ---------------- |
| Mundo | 20 de mayo de 2011  | Descarga digital |
| Mundo | 14 de julio de 2011 | CD               |